# Talibon
Talibon ist eine philippinische Stadtgemeinde im Norden der Provinz Bohol auf der gleichnamigen Insel. Sie hat 66.969 Einwohner (Zensus 1. August 2015).

## Baranggays
Maribojoc ist politisch in 25 Barangays unterteilt.
| - Bagacay - Balintawak - Burgos - Busalian - Calituban | - Cataban - Guindacpan - Magsaysay - Mahanay - Nocnocan | - Poblacion - Rizal - Sag - San Agustin - San Carlos | - San Francisco - San Isidro - San Jose - San Pedro - San Roque | - Santo Niño - Sikatuna - Suba - Tanghaligue - Zamora |

## Geschichte
Die Stadtgemeinde Talibon wurde 1830 gegründet. Vor dieser Zeit war sie ein Teil von Inabanga. Über die weiter zurückliegende Entstehungsgeschichte sind keine gesicherten geschichtlichen Aufzeichnungen vorhanden. Mündlichen Überlieferungen zufolge bekam der Ort seinen Namen vom Talibong (siehe →Talibon (Schwert)), einer Stichwaffe, welche in der Gegend auch als Werkzeug im Goldbergbau verwendet wurde.
Nachdem zunächst nur eine einfache Hütte als provisorische Kirche zur Verfügung stand, wurde im Jahr 1852 mit der Planung einer richtigen Kirche aus Stein begonnen. Das aus Korallensteinblöcken gebaute Gebäude wurde auf einer Anhöhe das Meer überblickend errichtet und 1899 fertiggestellt.
Talibon ist Sitz des Bistums Talibon.

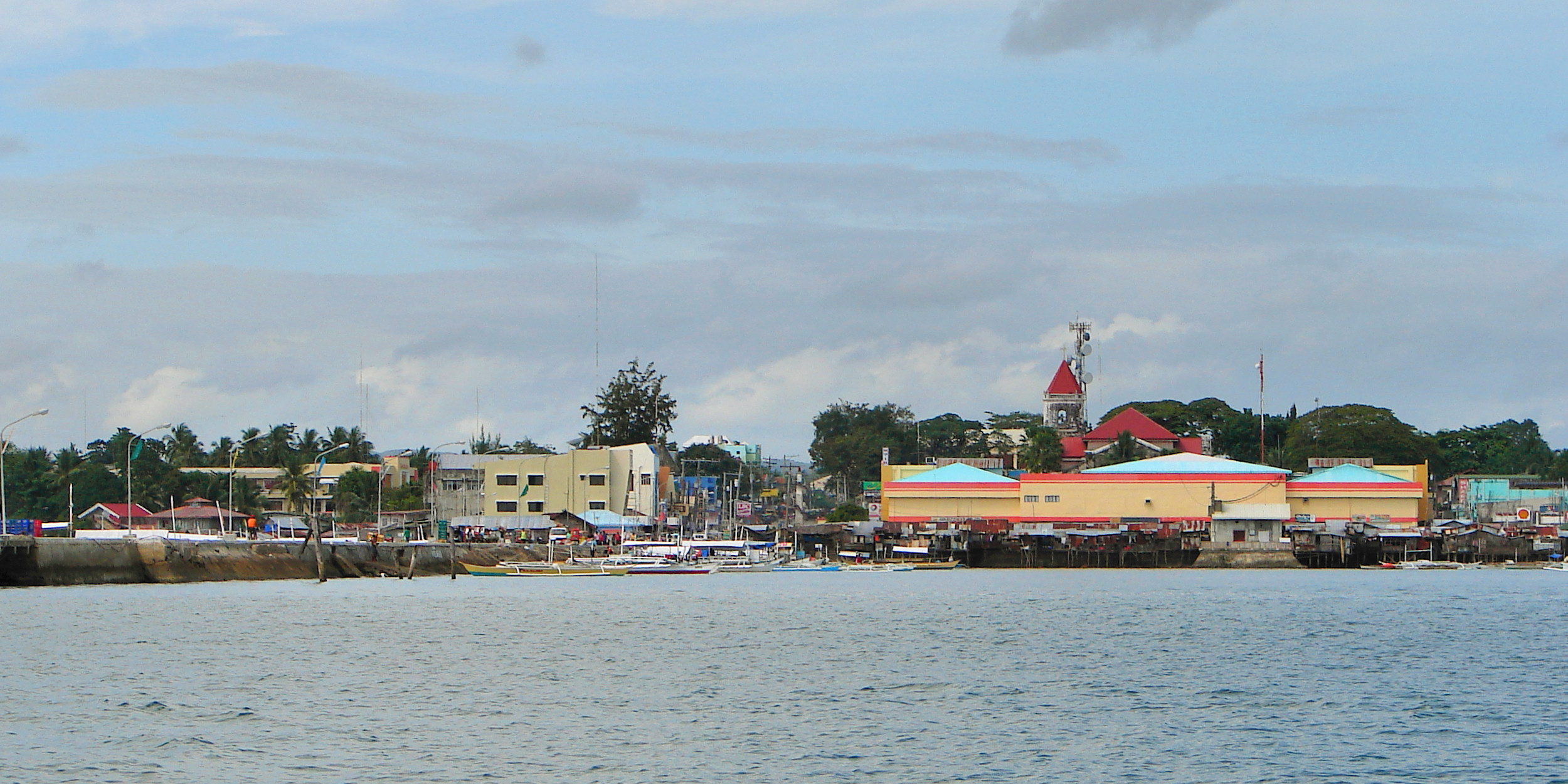
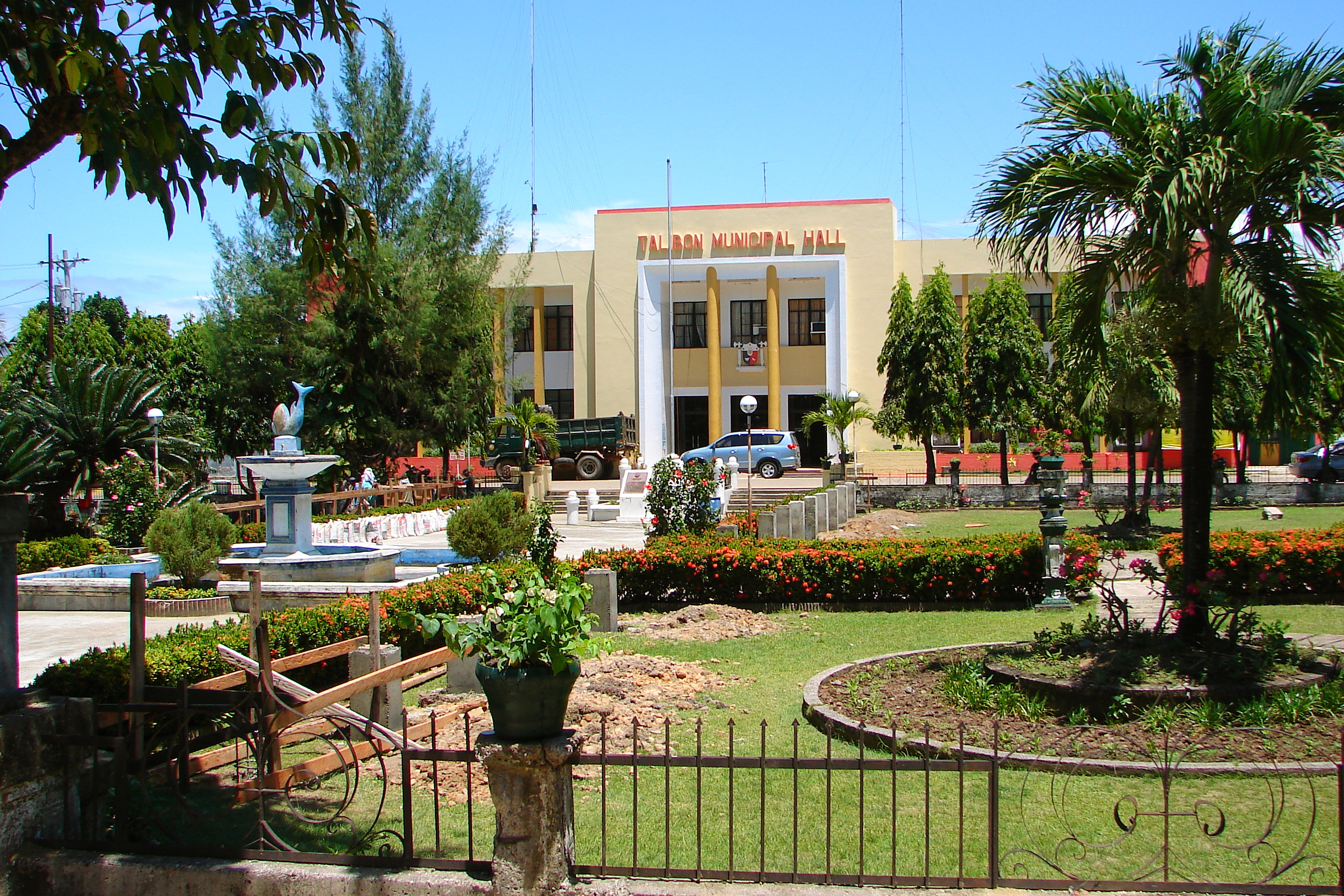
Rathaus
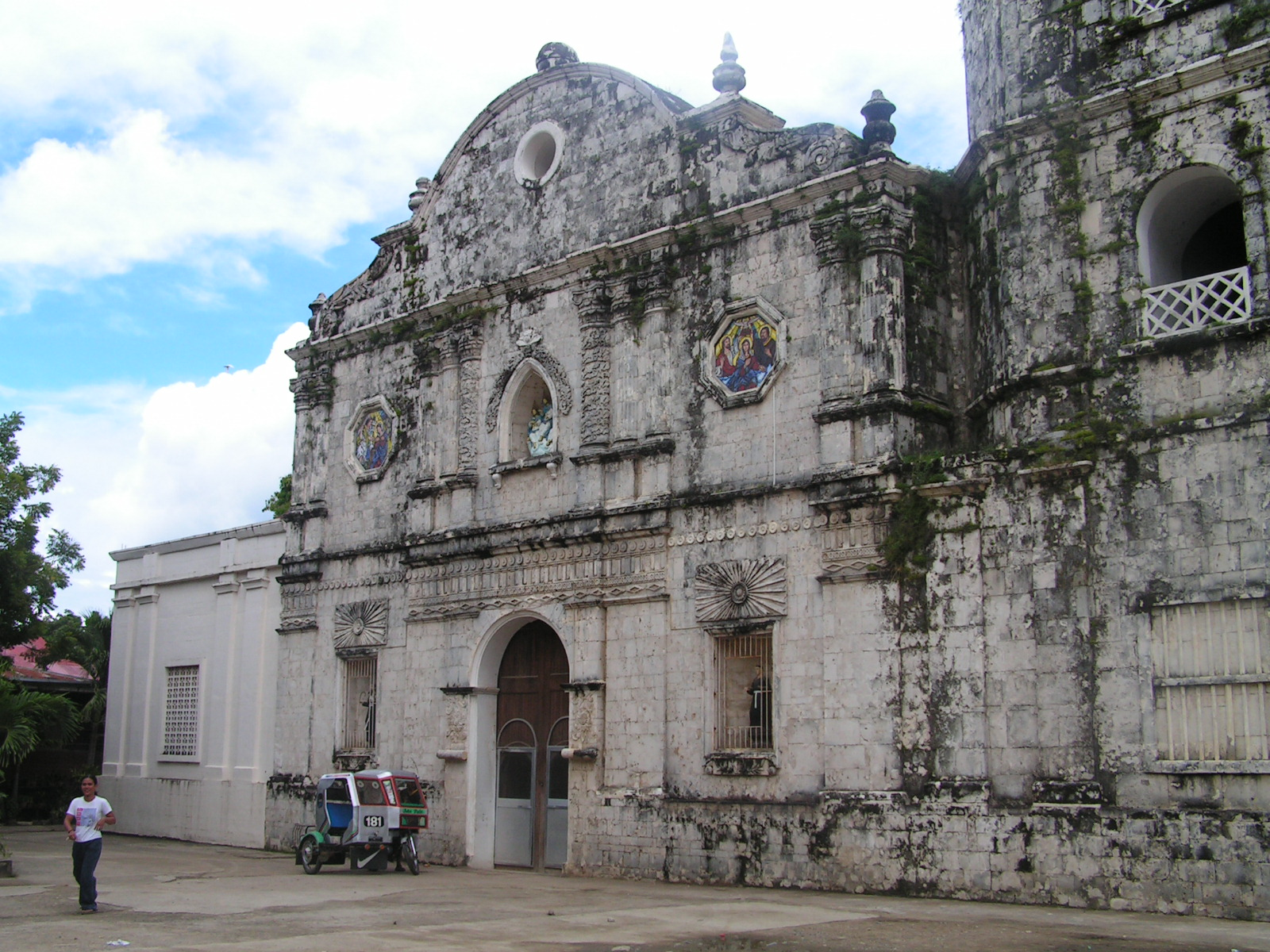
Kirche von Talibon

## Söhne und Töchter
- Carlos P. Garcia (1896–1971), Politiker, achter Präsident der Philippinen
- Bernardito Cleopas Auza (* 1959), katholischer Erzbischof und Diplomat des Heiligen Stuhls